# Episodi di Better Call Saul (quarta stagione)
La quarta stagione della serie televisiva Better Call Saul, composta da dieci episodi, è stata trasmessa in prima visione negli Stati Uniti d'America dall'emittente AMC dal 6 agosto all'8 ottobre 2018.
In Italia la stagione è stata pubblicata a partire dal giorno dopo la messa in onda americana, con un episodio a settimana, sul servizio on demand Netflix.
| n° | Titolo originale    | Titolo italiano           | Prima TV USA      | Pubblicazione Italia |
| -- | ------------------- | ------------------------- | ----------------- | -------------------- |
| 1  | Smoke               | Fumo                      | 6 agosto 2018     | 7 agosto 2018        |
| 2  | Breathe             | Respira                   | 13 agosto 2018    | 14 agosto 2018       |
| 3  | Something Beautiful | Qualcosa di straordinario | 20 agosto 2018    | 21 agosto 2018       |
| 4  | Talk                | La chiacchierata          | 27 agosto 2018    | 28 agosto 2018       |
| 5  | Quite a Ride        | Guadagno facile           | 3 settembre 2018  | 4 settembre 2018     |
| 6  | Piñata              | Pignatta                  | 10 settembre 2018 | 11 settembre 2018    |
| 7  | Something Stupid    | Qualcosa di stupido       | 17 settembre 2018 | 18 settembre 2018    |
| 8  | Coushatta           | Coushatta                 | 24 settembre 2018 | 25 settembre 2018    |
| 9  | Wiedersehen         | Auf wiedersehen           | 1º ottobre 2018   | 2 ottobre 2018       |
| 10 | Winner              | Vincitore                 | 8 ottobre 2018    | 9 ottobre 2018       |

## Fumo
- Titolo originale: Smoke
- Diretto da: Minkie Spiro
- Scritto da: Peter Gould

### Trama
A Omaha, Gene Takavic viene ricoverato in ospedale a seguito di un malore, che si rivela un falso allarme. Durante la degenza, l'ex-avvocato ha il timore costante di essere scoperto dalla polizia; il timore aumenta quando, all'uscita dall'ospedale, il computer della reception non riconosce la sua patente, per poi scoprire che si trattava solo di un errore di battitura dell'impiegata. Sul taxi che lo porta a casa, però, nota un deodorante per auto degli Albuquerque Isotopes e il comportamento dell'autista gli pare sospetto, decide dunque di scendere dal mezzo prima di arrivare a destinazione.
Nel 2003, subito dopo l'incendio della casa di Chuck, a Jimmy giunge la notizia tramite Howard e si precipita sul posto trovandovi i pompieri, appena in tempo per vedere la salma del fratello portata via dal medico legale. Scioccato, Jimmy osserva i resti della casa e nota che Chuck aveva gettato tutti gli elettrodomestici in giardino: ricordando il loro ultimo incontro, capisce che il fratello era ricaduto nella sua elettrosensibilità. Dopo aver parlato con un vigile del fuoco, Kim informa Jimmy che l'incendio è stato causato dalla caduta di una lanterna. Nei giorni successivi, James piomba in un cupo stato d'animo che lo porta a ignorare una chiamata di Howard e a passare le notti in silenzio, senza dormire.
Mike lascia il suo lavoro al casello del tribunale e riceve a casa il primo stipendio della Madrigal, la multinazionale di cui Los Pollos Hermanos fa parte, e di cui egli risulta dipendente affinché l'azienda ricicli i suoi soldi. Tuttavia Mike decide di recarsi presso uno dei loro magazzini ed espletare effettivamente le mansioni previste dal suo ruolo fittizio di "consulente alla sicurezza": ruba il badge di un impiegato e ispeziona il magazzino in incognito, notando inoltre varie infrazioni alle norme da parte del personale e redarguendo infine il direttore della struttura. 
Sebbene Hector Salamanca abbia subito un infarto, Nacho non riesce ad approfittare di una breve distrazione di Gus per disfarsi delle pillole false. Lui e Arturo ricevono l'incarico da Bolsa di gestire il traffico di droga al posto del vecchio boss; Bolsa si lamenta con Gus di come Hector abbia sempre dato problemi. Gus risponde ipotizzando che quanto accaduto possa indurre qualcuno ad andare contro i Salamanca e scatenare una guerra. Nacho getta le pillole nel fiume ma non si accorge che Victor, incaricato da Gus, lo sta osservando.
Jimmy e Kim si recano al funerale di Chuck; dopo la cerimonia, Howard in lacrime confida ai due avvocati di essere convinto che Chuck si sia suicidato e di sentirsi colpevole, avendolo costretto ad abbandonare la HHM dopo il loro diverbio. Hamlin spiega l'episodio relativo all'aumento del premio assicurativo, dicendo che col senno di poi avrebbe dovuto lasciar correre. A queste parole, Jimmy non rivela di essere stato diretto responsabile della vicenda, anzi riprende la sua energia e scarica immediatamente il proprio senso di colpa sullo stesso Howard, dicendogli esplicitamente che ora è lui a dover fare i conti con tale peso. Kim e Howard lo guardano sbalorditi mentre si comporta come se nulla fosse.
- Guest star: Don Harvey (Jeff), Ed Begley Jr. (Clifford Main), Javier Grajeda (Juan Bolsa), Kerry Condon (Stacey Ehrmantraut), Ann Cusack (Rebecca Bois), Dennis Boutsikaris (Rick Schweikart), Jordan Lage (Barry Hedberg), Jeremiah Bitsui (Victor), Vincent Fuentes (Arturo Colon), Ericka Kreutz (Receptionist), Brendan Jennings (Dipendente della Madrigal 1), Bechir Sylvain (Dipendente della Madrigal 2).
- Ascolti USA: telespettatori 1 768 000

## Respira
- Titolo originale: Breathe
- Diretto da: Michelle MacLaren
- Scritto da: Thomas Schnauz

### Trama
In ospedale, Victor e il dottor Barry Goodman controllano segretamente le condizioni di Hector Salamanca e le riferiscono a Gus: Hector è uscito dal coma, ma non è in grado di reagire agli stimoli né si sa se prima o poi si sveglierà. Gus non è soddisfatto e intende provvedere personalmente a cure migliori rivolgendosi a un centro medico di alto livello.
Nell'officina di suo padre, Nacho dichiara al genitore che è tutto finito con l'incidente a Hector; il padre gli chiede quando sarà finita per lui, e Nacho risponde che ci sta lavorando. Jimmy invece parte per una giornata di colloqui di lavoro: in una ditta di fotocopiatrici riesce immediatamente a farsi assumere, sfruttando la sua abilità oratoria, per poi rifiutare egli stesso l'impiego in maniera sdegnata, affermando che i responsabili della ditta si sono lasciati suggestionare troppo facilmente. 
Contemporaneamente Mike, mentre è al parco con Kaylee, viene convocato alla Madrigal da Lydia, la quale gli intima di non recarsi davvero al lavoro e limitarsi a ricevere lo stipendio a casa, in quanto l'impiego è solo una copertura e la presenza di Mike creerebbe inutili complicazioni; tuttavia Mike non intende acconsentire, convinto che la sua presenza in azienda possa contribuire a sviare eventuali sospetti. Quando Lydia telefona a Gus per informarlo sul colloquio, Gus ribatte seccamente che per lui Mike è di sicura affidabilità e la invita a procurargli un badge da impiegato per assecondare la sua iniziativa.
Hector è vegliato in ospedale dai nipoti Marco e Leonel, quando viene preso in consegna da una nuova dottoressa della prestigiosa Johns Hopkins (arruolata da Gus), che spiega ai cugini il trattamento a cui verrà sottoposto il loro zio. Arrivano anche Nacho e Arturo, che su indicazioni della dottoressa provano a parlargli, senza ottenere risultati.
Kim si reca alla HHM per conto di Jimmy e vi trova Howard che sta discutendo dell'eredità di Chuck con l'ex-moglie Rebecca; Howard afferma che quanto spetta a Jimmy non è altro che un lascito da 5 000 dollari, una lettera riservata e un possibile posto nella commissione di una borsa di studio intitolata a Chuck. Kim attende che Rebecca lasci l'ufficio, per poi strigliare duramente Howard su come abbia provato a scaricare il suo senso di colpa per la morte di Chuck sullo stesso Jimmy. 
Jimmy rincasa, senza essere informato dell'accaduto da Kim; nottetempo, egli si informa sul valore di una statuetta notata alla ditta di fotocopiatrici, stimato in più di 8 000 dollari, e telefona a Mike per organizzarne il furto. Nella stessa notte Nacho e Arturo vanno a ritirare dagli uomini di Gus i panetti di droga che spettano a Hector, pretendendone sei invece dei cinque a essi riservati. Improvvisamente Gus interviene e uccide brutalmente Arturo soffocandolo, per poi dire a Nacho che sa che quanto accaduto a Hector è colpa sua, contrariamente ai Salamanca che ne sono ignari e che per questo ora Nacho è sotto il suo completo controllo.
- Guest star: Mark Margolis (Don Hector Salamanca), Laura Fraser (Lydia Rodarte-Quayle), Ann Cusack (Rebecca Bois), Poorna Jagannathan (Dr.ssa Bruckner), JB Blanc (Dr. Barry Goodman), Luis Moncada (Marco Salamanca), Daniel Moncada (Leonel Salamanca), Ray Campbell (Tyrus Kitt), Jeremiah Bitsui (Victor), Juan Carlos Cantu (Manuel Varga), Vincent Fuentes (Arturo Colon), Andrew Friedman (Signor Neff), Michael Naughton (Henry).
- Ascolti USA: telespettatori 1 548 000

## Qualcosa di straordinario
- Titolo originale: Something Beautiful
- Diretto da: Daniel Sackleim
- Scritto da: Gordon Smith

### Trama
Victor e Tyrus, i due scagnozzi di Gus, inscenano una farsa per la morte di Arturo: distruggono gli pneumatici di un'auto in mezzo alla strada, ci infilano il cadavere di Arturo e sparano ripetutamente sulla macchina. Poi mettono Nacho sul sedile del passeggero, e gli sparano due colpi per simulare un agguato; rimane gravemente ferito ma riesce a chiamare Marco e Leonel Salamanca, i quali effettivamente pensano a una nuova imboscata architettata dalla concorrenza per rubare la droga che trasportavano, dopo il precedente assalto al carico di Hector.
Jimmy propone a Mike il suo piano per rubare una statuetta dal negozio di fotocopiatrici che aveva precedentemente visitato in cerca di lavoro, ma Mike dice di non essere interessato in quanto il compito non è adatto a lui. Dunque, Jimmy contatta uno scassinatore tramite il suo veterinario Caldera; all'uscita di Jimmy dallo studio, entrano i gemelli Salamanca per chiedere al dottore di operare Nacho. Il veterinario riesce a salvarlo, ma gli comunica di non voler più essere coinvolto nelle vicende del cartello. 
Intanto Ira, lo scassinatore assoldato da Jimmy, scambia la statuetta con una di poco valore ma non riesce ad andarsene in quanto il proprietario sta dormendo proprio nel suo ufficio perché cacciato di casa dalla moglie. Ira riesce a uscire grazie all'intervento di Jimmy, che attira l'uomo fuori dal negozio facendo suonare l'allarme della sua auto. 
La mattina dopo Don Juan Bolsa informa Gus Fring dell'agguato teso a Nacho e Arturo e i due concordano di interrompere temporaneamente il trasporto di droga. Bolsa consente al trafficante cileno di aggirare le regole del cartello e trovare un fornitore di droga nel territorio degli Stati Uniti. Gus chiude la telefonata soddisfatto e si avvia verso un laboratorio di chimica, in cui lavora Gale Boetticher. Gale ha analizzato dei campioni di metanfetamina portati da Gus; egli sottolinea la scarsa purezza dei campioni, e gli chiede di poterci lavorare di persona assicurando un risultato migliore: Gus risponde che al momento ciò non gli sarà possibile, ma non esclude che potrà accadere in futuro.
Kim, nel frattempo venuta a conoscenza dei grandi piani di espansione della Mesa Verde, decide di parlare a Jimmy di quanto discusso con Howard circa l'eredità di Chuck. Jimmy firma la liberatoria rinunciando alla rivalsa del testamento e accettando l'assegno di 5 000 dollari; quindi, in presenza di Kim, legge la lettera postuma lasciatagli da Chuck in cui egli ha riversato parole di stima e affetto per il fratello minore, aggiungendo anche di essere orgoglioso di come abbia dato una svolta alla sua vita lasciandosi alle spalle il proprio passato burrascoso. Mentre Jimmy legge la lettera con tono assolutamente distaccato, e non senza una punta di sarcasmo, Kim si commuove per le parole di Chuck isolandosi dal partner.
- Guest star: David Costabile (Gale Boetticher), Javier Grajeda (Juan Bolsa), Keiko Agena (Viola Goto), Rex Linn (Kevin Wachtell), Cara Pifko (Paige Novick), Joe DeRosa (Dr.Caldera), Luis Moncada (Marco Salamanca), Daniel Moncada (Leonel Salamanca), Ray Campbell (Tyrus Kitt), Jeremiah Bitsui (Victor), Andrew Friedman (Signor Neff), Vincent Fuentes (Arturo), Franc Ross (Ira).
- Ascolti USA: telespettatori 1 508 000

## La chiacchierata
- Titolo originale: Talk
- Diretto da: John Shiban
- Scritto da: Heather Marion

### Trama
Nel prologo della puntata, un bambino assiste a una costruzione da parte del padre, che gli concede di scrivere il suo nome sul cemento fresco: Matty. Si tratta del figlio di Mike Ehrmantraut.
Un uomo di Gus vende un panetto di droga, che era destinato a Nacho e Arturo, al clan degli Espinosa, rivale dei Salamanca. La mattina dopo Jimmy rifiuta un altro lavoro, questa volta per un negozio di cellulari, ma quando Kim gli propone una visita da un analista, egli comunica alla compagna di aver accettato tale lavoro, e quindi telefona al responsabile dicendo di averci ripensato. Kim si reca in tribunale e si siede tra il pubblico dei processi; un giudice intuisce che la donna è interessata a qualche caso da difensore d'ufficio e chiede di parlarle in privato, consigliandole di "non cercare di riscoprire l'amore per la legge" in quel modo. Nonostante ciò, Kim continua a sedersi tra il pubblico.
Nacho guida i cugini Salamanca nel covo degli Espinosa, additandoli come responsabili dell'agguato ai suoi danni; egli propone di chiamare rinforzi ma i due vanno da soli nel covo e sterminano i membri del clan senza ferirsi gravemente, e anche Nacho prova a dare una mano nonostante le sue ferite. I gemelli recuperano la droga "rubata" e tornano in Messico. Nacho riferisce a Gus dello sterminio degli Espinosa: in questo modo il cartello assegna a Fring il loro territorio ora libero. Nacho quindi fa ritorno a casa per riposarsi; il padre vorrebbe allontanarlo, ma quando vede il figlio ferito cerca di chiamare l'ospedale. Nacho lo dissuade, dicendo che lo metterebbe nei guai.
Mike partecipa alle riunioni della nuora Stacey in un'associazione che si occupa di aiuto per chi ha subìto tragedie familiari; qui il veterano si accorge che uno dei presenti è un mentitore, e grazie alle sue doti intuitive lo sbugiarda senza troppi complimenti, evidenziando inoltre come in realtà i partecipanti alle riunioni siano così assorti nelle proprie vicende da non interessarsi alle storie raccontate dagli altri. Successivamente, mentre è al lavoro alla Madrigal, riceve una chiamata per conto di Gus che esige di incontrarlo in serata.
Jimmy inizia il suo nuovo lavoro, ma si rende conto ben presto che si tratta di un impiego monotono e alienante in quanto il negozio non è praticamente frequentato da alcun cliente, e la prospettiva è di passare intere giornate lavorative a fare nulla. Così si allontana dal negozio per incontrare il ladro che aveva incaricato di rubare e rivendere la statuetta, ricevendo il denaro e rendendosi conto che si tratta di una somma superiore a quella che si aspettava: Ira, infatti, ha preferito mostrarsi fedele per ricevere possibili nuovi incarichi. Al ritorno in negozio, Jimmy dipinge sulla vetrina un vistoso slogan per attrarre nuova clientela facendo leva sulla difesa della privacy, un'idea scaturita dalle parole dello scassinatore.
Gus è arrabbiato con Mike perché non gli aveva riferito che Nacho voleva uccidere Hector; Mike però si mostra come sempre freddo e irremovibile, e afferma che i patti con Gus erano semplicemente che non avrebbe ucciso Hector, ma non di controllare Nacho. Capendo che Gus non lo ha chiamato per attaccarlo, Mike chiede al boss che lavoro ha per lui.
- Guest star: Kerry Condon (Stacey Ehrmantraut), Tamara Tunie (Anita), Franc Ross (Ira), Ethan Phillips (Giudice Benedict Munninger), Marc Evan Jackson (Henry DeVore), Luis Moncada (Marco Salamanca), Daniel Moncada (Leonel Salamanca), Ray Campbell (Tyrus Kitt), Jeremiah Bitsui (Victor), Juan Carlos Cantu (Manuel Varga).
- Ascolti USA: telespettatori 1 529 000

## Guadagno facile
- Titolo originale: Quite a Ride
- Diretto da: Michael Morris
- Scritto da: Ann Cherkis

### Trama
Il prologo della puntata mostra Saul Goodman sgomberare il suo ufficio prima di cambiare identità, con l'aiuto della sua segretaria Francesca, che distrugge tutti i documenti. Jimmy recupera una borsa piena di soldi e un pacco dietro la parete in cui era scritta la Costituzione americana, istruisce Francesca su cosa dire alla polizia se verrà interrogata, le dà un biglietto da visita dei suoi eventuali avvocati e si accorda con lei per una telefonata tra i due il successivo 12 novembre. Dopo aver distribuito due mazzette a Francesca per gettare i documenti, Saul fa per abbracciarla ma la donna rifiuta freddamente. Rimasto solo, l'ormai ex-avvocato chiama Ed l'estrattore per cominciare una nuova vita.
Nel presente, lo slogan dipinto da Jimmy sulla parete del negozio in cui lavora attira un cliente in cerca di telefoni cellulari non rintracciabili; Jimmy riesce a vendergliene un intero stock. Intanto Mike, per conto di Gus, porta in assoluta segretezza un ingegnere francese alla lavanderia per fare le dovute analisi di fattibilità della costruzione del laboratorio di metanfetamina nei sotterranei. L'ingegnere si mostra troppo sicuro di riuscire a fare il lavoro e viene subito scartato da Gus.
Kim comincia a fare l'avvocato difensore pro bono e riesce a far ottenere a un ragazzino, reo di aver rotto una vetrata, soltanto quattro mesi di libertà vigilata; quella sera, lei rifiuta di guardare insieme a Jimmy Il dottor Živago in televisione, affermando di avere del lavoro da sbrigare per la Mesa Verde. Jimmy, così, esce di casa anch'egli con l'alibi del lavoro: si reca al negozio di cellulari, acquista di tasca propria un intero stock di telefoni non rintracciabili e va a venderli tra la gente dei bassifondi, compresa una gang di motociclisti; tuttavia, dopo aver venduto tutti i telefoni, viene malmenato da tre ragazzini e derubato del ricavato. Tornato a casa a notte fonda, Jimmy dice semplicemente a Kim di essere stato aggredito, fa mea culpa per non aver capito di aver corso un rischio e riflette sul fatto che anni prima si sarebbe fatto rispettare; egli rimane scosso dalla vicenda, tanto da dirle che accetterà di incontrare un analista; la mattina dopo cancella lo slogan che aveva dipinto sulla parete del negozio. La stessa Kim si intrattiene con una sua nuova assistita per convincerla a presentarsi al processo a suo carico, trascurando le telefonate che le arrivano dalla Mesa Verde. Quando si presenta in sede, Paige la rimprovera perché non consideri più l'impiego alla Mesa Verde come secondario.
Mike trova l'uomo giusto in un ingegnere tedesco, Werner Ziegler, che aveva sottolineato le difficoltà nell'allestimento della struttura; nonostante ciò, l'uomo viene arruolato da Gus in persona, che gli si presenta parlandogli in tedesco.
Quando Jimmy si reca in tribunale per incontrare il responsabile del servizio civile che sta svolgendo, in bagno incontra Howard: è visibilmente turbato e provato, e afferma di soffrire di insonnia, sempre a causa della morte di Chuck, nonostante stia vedendo un analista due volte a settimana. Jimmy allora strappa il biglietto con il numero dell'analista e al responsabile del servizio civile dice che i suoi programmi per il futuro vedono una brillante carriera di avvocato e un nuovo ufficio con Kim.
- Guest star: Cara Pifko (Paige Novick), Rainer Bock (Werner Ziegler), Carlos Leal (Ingegnere francese), Keiko Agena (Viola Goto), Tina Parker (Francesca Liddy), Marlon Young (Responsabile del servizio civile), Andrew Thatcher (Cliente di Jimmy), Tommy Nelson (Rocco), Carlin James (Zane), Cory Chapman (Jed).
- Ascolti USA: telespettatori 1 525 000

## Pignatta
- Titolo originale: Piñata
- Diretto da: Andrew Stanton
- Scritto da: Gennifer Hutchison

### Trama
Il prologo della puntata è un flashback in cui, alla HHM, mentre Jimmy raccoglie scommesse sui vincitori dei premi Oscar, Chuck vince una causa ritenuta impossibile ed è celebrato da tutti. Anche Kim, che lavora alla corrispondenza e allo stesso tempo studia legge, gli fa i complimenti e riesce a mostrargli la sua bravura rispondendo ad alcune domande; nei confronti di Jimmy, già messo in ombra dall'intelligente amica, Chuck sembra essere invece piuttosto sbrigativo. Successivamente James entra di nascosto nella biblioteca dello studio, decidendo di diventare un avvocato come Kim e Chuck.
Nel presente, Jimmy confessa a Kim di non volersi più rivolgere a un analista per la sua situazione. Kim, sempre più distratta dai casi pro bono, richiede un colloquio con Rich Schweikart e gli propone di entrare nel suo studio legale come socia, in particolare col ruolo di responsabile di una nuova sezione di diritto bancario. Durante la giornata lavorativa, Jimmy viene a sapere che la sua prima anziana cliente è morta e raccomanda l'esecutore del testamento alla HHM; è molto dispiaciuto in quanto la donna era la protagonista dello spot fatto per la Davis & Main. A pranzo Kim aggiorna Jimmy degli sviluppi: non dice che si è offerta a Schweikart & Cokely, ma mente dicendo che ha ricevuto da loro un'altra offerta di lavoro e stavolta è intenzionata ad accettare perché potrà dedicarsi maggiormente al ruolo di avvocato d'ufficio per aiutare persone in difficoltà. Jimmy vede così andare definitivamente in frantumi il suo sogno della Wexler-McGill e ha un attacco d'ansia; decide però di non mostrare la sua delusione ed esorta Kim ad accettare.
Mike aiuta Gus a organizzare il soggiorno della squadra di operai tedeschi in moduli abitativi posti all'interno di un suo capannone, introducendo molte attività ricreative come bar con birra alla spina, tapis roulant e campi da calcetto e da basket, e preoccupandosi di installare un sistema di telecamere di sorveglianza. Gus viene poi avvertito da Tyrus di un'infezione che ha colpito Hector. Mike invece visita Stacey e decide di scusarsi per il suo comportamento con il suo gruppo di sostegno; Stacey afferma che si trova in una situazione imbarazzante, ma accetta le scuse.
Jimmy visita la HHM per incassare l'assegno dell'eredità e scopre che lo studio è in forte ridimensionamento a causa delle spese per la liquidazione di Chuck; inoltre la reputazione è danneggiata, come affermato da un Howard ancora scosso e indebolito dagli eventi. Jimmy motiva Howard dicendogli di smetterla di piangersi addosso e lottare per salvare la HHM. Più tardi, Jimmy decide di riprendere a smerciare per strada i telefoni cellulari non tracciabili, comprati con i 5 000 dollari lasciatigli da Chuck. 
Di notte, Gustavo si reca in ospedale da Hector, ancora incosciente, e gli racconta un aneddoto della sua misera infanzia in Cile, quando un coati aveva mangiato i frutti di un albero di cui si era faticosamente preso cura. Gus con una trappola riuscì a ferire gravemente l'animale, ma piuttosto che ucciderlo subito decise di farlo soffrire fino alla morte. Finito di raccontare la storia esplicativa dei suoi propositi di vendetta nei confronti del vecchio boss, Gus gli dice che è sicuro che prima o poi si sveglierà.
Gli operai tedeschi della squadra di Werner arrivano al capannone, completo di tutti i confort voluti da Mike; quest'ultimo nota un lavoratore indisciplinato di nome Kai e avverte i suoi colleghi che sorvegliano la sede di tenerlo d'occhio. Jimmy affronta, nottetempo, i tre teppisti che lo hanno derubato e malmenato; egli inizialmente propone loro un accordo da 100 dollari fissi a sera per lasciarlo vendere indisturbato, i tre però rifiutano e intendono nuovamente rapinarlo. Jimmy scappa, li attira in trappola e li cattura con l'aiuto di due suoi scagnozzi, uno dei quali è Huell; dopo averli appesi a testa in giù e minacciati di morte, Jimmy li avverte di stargli alla larga e soprattutto di diffondere il fatto che lui sia intoccabile.
- Special guest star: Michael McKean (Chuck McGill).
- Guest star: Mark Margolis (Don Hector Salamanca), Lavell Crawford (Huell Babineaux), Rainer Bock (Werner Ziegler), Kerry Condon (Stacey Ehrmantraut), Dennis Boutsikaris (Rich Schweikart), Eileen Fogarty (Signora Nguyen), Ray Campbell (Tyrus Kitt), Tommy Nelson (Rocco), Carlin James (Zane), Cory Chapman (Jed), Stefan Kapičić (Casper), Ben Bela Bohm (Kai).
- Ascolti USA: telespettatori 1 401 000

## Qualcosa di stupido
- Titolo originale: Something Stupid
- Diretto da: Deborah Chow
- Scritto da: Alison Tatlock

### Trama
Il prologo mostra, utilizzando lo split screen, come nel corso dei mesi le vite di Jimmy e Kim procedano parallelamente: lei toglie il gesso, inizia la sua nuova attività di avvocato di diritto bancario per Schweikart & Cokely, mandando avanti l'espansione della Mesa Verde, e contemporaneamente prosegue in quella di avvocato d'ufficio; lui continua a vendere i telefoni non rintracciabili, affiancato da Huell, utilizzando il nome di Saul Goodman. Lo schermo rimane diviso anche nelle sequenze in cui i due sono in casa insieme, mostrando, nonostante il sottofondo musicale della canzone Somethin' Stupid, come Jimmy e Kim comincino a distanziarsi tra loro. Al termine della scena, con la coppia a letto insieme, la parte di schermo di Kim si annerisce, mostrando Jimmy da solo.
Dopo aver visionato insieme a Huell un possibile nuovo ufficio per la ripresa della sua attività di avvocato, ormai poco lontana, Jimmy viene invitato da Kim a un ricevimento del suo studio legale. Qui Jimmy visita l'ufficio di Kim, osservandone la grandezza e rendendosi conto del successo raggiunto dalla compagna; poi Kim lo invita a unirsi a una chiacchierata con Rich e altri, ma ben presto Jimmy prende il controllo della conversazione rendendosi ridicolo e imbarazzando Kim e Rich. Al ritorno a casa, la situazione tra Jimmy e Kim appare così sempre più fredda. 
Hector Salamanca nel frattempo si è risvegliato e grazie al lavoro della dottoressa Bruckner, arruolata da Gus, ha fatto notevoli progressi: durante le sedute ora risponde correttamente ad alcune domande comunicando solo picchiettando il dito. Il medico aggiorna Gus sui miglioramenti, mostrando il video della seduta: Gus rimane colpito da come abbia fatto cadere deliberatamente un bicchiere per terra per poter adocchiare un'infermiera, e capisce che Hector è lucido, nonostante sia ormai paralitico. Malgrado il medico affermi anche la possibilità che Hector possa nuovamente parlare o camminare, Gus chiede alla dottoressa di interrompere le sedute e delegare le cure: in questo modo Hector rimarrà incapace di muoversi e parlare pur essendo conscio; infatti per Gus l'importante è che Hector sia cosciente quel poco che basta per far sì che possa soffrire.
Contemporaneamente proseguono i lavori di costruzione del laboratorio di Fring, gestiti dalla squadra di Werner sotto la supervisione di Mike; il processo è regolare ma molto più lento del previsto, e così i rapporti tra i lavoratori sembrano essere tesi, come dimostrato da un alterco tra Kai e Casper, colpevole di un disguido. I due vengono riportati alla calma in maniera autoritaria dallo stesso Mike che più tardi, alla base, constata che il morale della squadra sia in effetti piuttosto basso. All'ennesima alzata di cresta di Kai, Mike propone a Werner di rispedirlo in Germania; tuttavia quest'ultimo lo difende e risponde che piuttosto occorrerebbe un periodo di riposo per i suoi uomini, al lavoro ormai da nove mesi continuativi.
Durante la sua proficua attività di vendita dei telefoni, Jimmy viene avvicinato da un agente di polizia che gli chiede di vendere altrove gli apparecchi, dato che finiscono a gente poco raccomandabile. Jimmy rifiuta e tiene testa all'agente, ma successivamente sopraggiunge Huell che, vedendo il suo capo battibeccare col poliziotto, stende quest'ultimo senza troppi complimenti. L'agente così lo arresta: Huell rischia fino a due anni di carcere e pensa di fuggire per evitarlo. Mancando ancora un mese al termine della sua sospensione, Jimmy non può difenderlo come avvocato e decide di rivolgersi a Kim, dovendole quindi confessare la sua attività di venditore di cellulari non rintracciabili per strada.
Jimmy propone di rovinare la reputazione del poliziotto, ex alcolista, ma Kim decide fermamente di agire in maniera onesta; tuttavia le sue argomentazioni non fanno presa sulla procuratrice Suzanne, irremovibile sulla sua decisione di chiedere 18 mesi, non volendo riabilitare un recidivo come Huell (già condannato per furto in passato). Kim così dice a Jimmy che Huell dovrà andare in carcere, e Jimmy dovrà convincerlo a non scappare; Jimmy si limita a ringraziare Kim e andarsene, deciso a mettere in atto un'idea delle sue. La donna va in una cartoleria e telefona a Jimmy dicendogli di fermarsi perché lei ha un piano migliore.
- Guest star: Mark Margolis (Don Hector Salamanca), Lavell Crawford (Huell Babineaux), Rainer Bock (Werner Ziegler), Dennis Boutsikaris (Rich Schweikart), Poorna Jagannathan (Dottoressa Bruckner), Keiko Agena (Viola Goto), Colby French (Agente Platt), Julie Pearl (Suzanne Ericsen), Ben Bela Bohm (Kai), Stefan Kapičić (Casper).
- Ascolti USA: telespettatori 1 350 000

## Coushatta
- Titolo originale: Coushatta
- Diretto da: Gordon Smith
- Scritto da: Jim McKay

### Trama
Jimmy fa un viaggio in autobus verso la città natale di Huell, Coushatta, in Louisiana. Lungo la strada, Jimmy usa il materiale di cancelleria acquistato da Kim per scrivere cartoline e lettere al giudice del caso di Huell, facendosi aiutare anche dagli altri passeggeri. Jimmy le invia una volta giunto a destinazione, in modo che abbiano il timbro postale di Coushatta.
Nacho assume ora un ruolo più importante nell'organizzazione dei Salamanca, prendendo il posto di Hector nella supervisione delle riscossioni, affidate a Domingo. Quando mette i soldi nella sua cassaforte, guarda le false carte d'identità canadesi preparate per sé e suo padre, desideroso di cambiare vita.
Mike organizza un'uscita per gli operai presso uno strip club. Mike e Werner nel frattempo si dirigono verso un bar più tranquillo, dove finiscono a parlare delle loro famiglie come dei buoni amici, ma Kai causa un problema allo strip club e Mike deve tornare lì per ristabilire l'ordine. Quando torna al bar, Werner è ubriaco e sta discutendo con sconosciuti alcuni dettagli ingegneristici circa la costruzione del laboratorio sotterraneo. 
Kim, con gli impiegati di Schweikart & Cokley, si mette al lavoro per il caso di Huell presentando diverse mozioni, ma la procuratrice Suzanne continua a rifiutare di evitare la pena di 18 mesi di carcere. A quel punto però il giudice Munsinger riceve centinaia di lettere che chiedono l'assoluzione di Huell: egli insiste per evitare un processo che diventerebbe un circo mediatico, dicendo di trovare un accordo. Suzanne è sospettosa e indaga, chiamando dei numeri riportati sulle lettere, ma Jimmy, con l'aiuto della sua troupe cinematografica studentesca e dei suoi telefoni cellulari, inscena dialoghi che vedono Huell l'eroe della sua città natale. Jimmy ha anche creato un sito web falso di una chiesa che riceve donazioni per sostenere la difesa di Huell. Suzanne si convince e giunge a un patteggiamento favorevole per Huell che lo tiene lontano dalla prigione: Kim e Jimmy festeggiano la buona riuscita del piano.
Mike spiega a Werner che, anche se non ha rivelato informazioni precise sulla costruzione, gli uomini con cui ha parlato probabilmente lo ricorderanno, e lo avvisa dicendogli che Gus non la prenderà bene se nonostante tutte le precauzioni qualcosa andrà storto. Werner sembra capire e promette che non ci saranno più problemi del genere. Mike aggiorna Gus sulla costruzione e riferisce sui motivi dei ritardi, compresa la necessità di scavare un pezzo di roccia per installare un ascensore. Informa Gus della conversazione di Werner al bar assicurandogli che lo sta tenendo d'occhio per evitare che un'azione simile possa ripetersi.
Il giorno dopo, Kim incontra Kevin e Paige per discutere dell'espansione in corso della Mesa Verde: Kevin chiede di cambiare design dell'edificio di una filiale ma ciò causerebbe ritardi a causa dei tempi di riapprovazione del progetto. Più tardi, Jimmy cerca un nuovo ufficio in previsione del ripristino della licenza e riceve la visita di Kim che, esaltata dal successo del loro piano, chiede a Jimmy di mettere in atto un altro raggiro. Nel frattempo Nacho, arrivato a El Michoacano per riscuotere i soldi dello spaccio, vi trova Eduardo "Lalo" Salamanca, nipote di Hector e cugino di Tuco, giunto in Nuovo Messico per supervisionare gli affari di famiglia. A differenza di Hector e Tuco, superficiali e spesso disinteressati, Lalo si rivela come un pianificatore preciso e molto interessato fin anche ai minimi particolari, dando a Nacho motivo di preoccupazione.
- Guest star: Rainer Bock (Werner Ziegler), Max Arciniega (Krazy-8), Tony Dalton (Lalo Salamanca), Rex Linn (Kevin Wachtell), Cara Pifko (Paige Novick), Josh Fadem (Joey Dixon), Ethan Phillips (Giudice Munsinger), Eileen Fogarty (Signora Nguyen), Tyson Turrou (Terry), Julie Pearl (Suzanne Ericsen), Ben Bela Bohm (Kai), Stefan Kapičić (Casper), Hayley Holmes (Sherry), KeiLyn Durrel Jones (Blingy), Katerina Tannenbaum (Amber), Erin Wilhelmi (Nikki).
- Ascolti USA: telespettatori 1 370 000

## Auf wiedersehen
- Titolo originale: Wiedersehen
- Diretto da: Vince Gilligan
- Scritto da: Gennifer Hutchison

### Trama
Jimmy e Kim organizzano una truffa e riescono a sostituire il progetto di un edificio della Mesa Verde a Lubbock, in Texas, con un altro che prevede un edificio più grande, permettendo alla banca di evitare di aspettare la riapprovazione. 
Lalo Salamanca va con Nacho a visitare lo zio Hector, finito in una casa di riposo, e gli regala un campanello di reception per ricordargli di quando diede fuoco a un hotel perché il proprietario gli aveva mancato di rispetto: in questo modo Hector riesce a comunicare meglio. Allontanato Nacho, Lalo parla di Gus con lo zio.
I costruttori tedeschi compiono un altro passo in avanti nei lavori, facendo esplodere una roccia per installare un ascensore. Mike nota un cambiamento di umore in Werner, che è depresso perché gli manca la moglie: l'ingegnere chiede di tornare per alcuni giorni in Germania, ma Mike non glielo permette e gli dice di finire il lavoro. Intanto Lalo visita Gus nel suo ristorante per ringraziarlo di aver salvato Hector. Offre a Gus di allearsi contro Don Eladio, ma Gus rifiuta e Lalo cerca di far passare la sua proposta per una battuta. Alla fine, chiede a Nacho di mostrargli l'allevamento di polli di Gus dove viene consegnata la droga.
Jimmy viene esaminato da una commissione preposta a sentenziare sulla restituzione della sua licenza di avvocato: dice di vergognarsi per le azioni che hanno causato la sospensione; quando gli viene chiesto cosa la legge significhi per lui, Jimmy racconta di come abbia voluto sfidare sé stesso scegliendo di diventare avvocato, di essersi laureato per corrispondenza perché non era un talento naturale e di come rappresentare i clienti lo abbia gratificato. Durante il colloquio Jimmy non menziona mai Chuck, nemmeno quando la commissione gli domanda chi lo abbia influenzato maggiormente. I membri sono visibilmente sorpresi e infatti poco dopo Jimmy viene a sapere che la sua domanda è stata respinta in quanto non è stato considerato sincero nelle sue risposte, e pertanto dovrà attendere un altro anno prima di presentare una nuova domanda. 
Furioso, Jimmy torna da Kim, la quale gli fa notare di non aver mai parlato di Chuck, quando invece il rapporto con il defunto fratello era direttamente correlato alla sua sospensione. Jimmy, sostenendo di non pensare più a Chuck, comincia ad accusare Kim di considerarlo come un farabutto e "avvocato dei colpevoli" e di approfittarsi di lui per uscire dalla sua routine, rinfacciandole anche il fatto di non condividere un ufficio; lei afferma che è sempre stata lì per lui, mettendosi in situazioni difficili per causa sua. Dopo la disputa, Jimmy decide di lasciare casa, ma Kim lo trattiene e si offre di aiutarlo a riottenere la licenza facendo appello contro la decisione della commissione.
Una mattina, Mike arriva al capannone e scopre che Werner è riuscito a disattivare temporaneamente alcune telecamere ed è fuggito.
- Guest star: Mark Margolis (Don Hector Salamanca), Rainer Bock (Werner Ziegler), Tony Dalton (Lalo Salamanca), Harrison Thomas (Lyle), Marceline Hugot (Shirley Martland), Ray Campbell (Tyrus Kitt), Ben Bela Böhm (Kai), Stefan Kapičić (Casper), Michael Lanahan (Presidente del comitato).
- Ascolti USA: telespettatori 1 353 000

## Vincitore
- Titolo originale: Winner
- Diretto da: Adam Bernstein
- Scritto da: Peter Gould e Thomas Schnauz

### Trama
Nel prologo è mostrata l'iniziazione di Jimmy nell'avvocatura, introdotto da Chuck. La sera, Jimmy festeggia in un karaoke bar, dove i due fratelli McGill cantano insieme The Winner Takes It All degli ABBA. Dopo la serata, Chuck accompagna a casa un Jimmy alticcio. Prima di coricarsi, Jimmy ribadisce le sue ambizioni di lavoro alla HHM; infine i due fratelli cantano nuovamente insieme la canzone.
Nel presente, è invece l'anniversario della morte di Chuck, e Jimmy piange il fratello defunto al cimitero, ricevendo la visita e le condoglianze di amici e colleghi. Il piano di Jimmy, affiancato da Kim, è tuttavia proprio suscitare compassione sperando che la notizia arrivi a qualcuno dei membri della commissione che esaminerà il suo tentativo di riottenere la licenza di avvocato.
Al momento della fuga di Werner, gli uomini di Gus si mettono a cercarlo, mentre Mike, intuendo che l'uomo avesse bisogno di denaro, riesce a trovare l'agenzia bancaria in cui il tedesco ha ricevuto i soldi dalla moglie e convince l'impiegato Fred a mostrargli i filmati delle telecamere. Nel frattempo Lalo sta osservando il capannone di Fring per prendere appunti, quando vede Gus che si allontana di fretta per recarsi da Mike, e lo segue. Mike dà a Gus una lettera lasciata da Werner, in cui ha lasciato delle istruzioni per proseguire i lavori e ha spiegato che la sua fuga è temporanea ed è semplicemente finalizzata a vedere la moglie. Gus viene a sapere che la moglie di Werner è in volo per gli Stati Uniti: la sua intenzione è farla seguire dai suoi uomini una volta atterrata, per poi uccidere sia lei che il marito. Mike si prende la responsabilità dell'accaduto e cerca di dissuaderlo, dicendo che se troverà Ziegler prima dell'arrivo della moglie lo riporterà al lavoro. Dai filmati, Mike scopre che Werner è in un centro termale in attesa della moglie, ma mentre vi si reca scopre che Lalo lo sta pedinando e riesce a seminarlo con un trucco in un parcheggio.
Jimmy prosegue con il suo piano donando ben 23 000 dollari per aprire una biblioteca presso la HHM intitolata al fratello Chuck, e accetta di far parte della commissione esaminatrice di giovani candidati a una borsa di studio, presieduta da un Howard rinvigorito dalla ristabilita situazione economica della compagnia legale. In questa veste, Jimmy è l'unico a votare una ragazza di nome Christy Esposito, bocciata dagli altri colleghi per i suoi trascorsi burrascosi, in cui si è resa colpevole di taccheggio. Dopo aver fatto il possibile, invano, per convincere il resto della commissione a cambiare idea, Jimmy decide di parlare personalmente a Christy, dicendole che la sua candidatura non è stata accolta perché per chiunque altro sarà sempre etichettata per i suoi errori passati e suggerendole energicamente di utilizzare ogni mezzo, lecito o meno, per emergere. La sera, Jimmy ha una crisi isterica nella sua auto che si rifiuta di partire.
Lalo si reca nella sede bancaria in cui era andato Mike e, dopo aver ucciso l'impiegato, scopre a sua volta l'hotel dove alloggia Werner; quindi telefona alla struttura e inizia a parlare con lui, fingendosi un uomo di Gus. Mike riesce ad arrivare in tempo per evitare che Ziegler riferisca dettagli rilevanti, ma ormai Lalo ha scoperto che Gus sta costruendo qualcosa di importante e soprattutto segreto. Nonostante il tentativo estremo di Mike di persuadere nuovamente Gus a risparmiare la vita al tedesco, Werner è condannato: viene portato in un luogo isolato e messo al corrente della situazione. Mike permette a Werner di telefonare alla moglie e farla tornare subito a casa, poi gli assicura che a lei e alle autorità la sua morte verrà fatta passare come un incidente e che la sua squadra tornerà in Germania. Werner chiede come ultimo desiderio di vedere la notte stellata: Mike acconsente, e lo uccide con un colpo di pistola. Appena dopo la morte di Werner vi è una scena riguardante Gale, vi è dunque un parallelismo tra le 2 persone innocenti uccise, il quale visita il cantiere del laboratorio, che si scopre essere destinato a lui; è talmente entusiasta da voler iniziare subito a cucinare, tuttavia Gus ribatte seccamente che potrà iniziare solo al termine dei lavori.
Alla vigilia dell'udienza di Jimmy per il riottenimento della licenza, questi rivela a Kim di voler utilizzare la lettera lasciatagli da Chuck per far presa sulla commissione; durante l'udienza Jimmy inizia effettivamente a leggerla, ma poi si interrompe e comincia una toccante arringa su come Chuck sia sempre stato migliore di lui in tutto e su come Jimmy abbia sempre provato a renderlo orgoglioso, aggiungendo che non potrà mai eguagliarlo ma che proverà a rendere onore al suo cognome. Kim rimane estremamente colpita dalle parole di Jimmy, così come la commissione, che decide di conferire nuovamente la licenza a Jimmy; quest'ultimo però smonta subito le emozioni della compagna, dicendo sprezzantemente di essere riuscito a ingannare la giuria e di non provare alcuna delle emozioni che ha lasciato trasparire durante il suo discorso. Un'impiegata riferisce a Jimmy del riottenimento della licenza e lo chiama per le firme di rito, e Jimmy afferma di non voler più esercitare la professione di avvocato sotto il nome McGill. Quando Kim chiede spiegazioni, Jimmy risponde con la battuta che chiude la stagione: It's all good, man!. Comincia così ufficialmente la carriera dell'arrembante avvocato Saul Goodman.
- Special guest star: Michael McKean (Chuck McGill).
- Guest star: David Costabile (Gale Boetticher), Rainer Bock (Werner Ziegler), Tony Dalton (Lalo Salamanca), Dennis Boutsikaris (Rick Schweikart), Josh Fadem (Joey Dixon), Abby Quinn (Kristy Esposito), Jeremiah Bitsui (Victor), Ray Campbell (Tyrus Kitt), Hayley Holmes (Sherry), Brandon K. Hampton (Ernesto), Colleen Flynn (Membro della commissione), James Austin Johnson (Fred Whalen), Nick Bush (Ragazzo del Milk Shake).
- Note: Nella scena del karaoke-bar, Chuck si mostra molto più intonato di Jimmy, anche per sottolineare ulteriormente la differenza di talento tra i due fratelli; in realtà l'attore Michael McKean è uno dei membri fondatori della band fittizia Spinal Tap, con la quale si è esibito più volte dal vivo come cantante e chitarrista; il titolo di quest'ultima puntata riprende la celebre frase di Walter White al termine dell'ultima puntata della quarta stagione di Breaking Bad, il quale al telefono con Skyler esclama "ho vinto io" dopo aver ucciso Gus Fring.

- Ascolti USA: telespettatori 1 526 000